# Chocicza (stacja kolejowa)
Chocicza – stacja kolejowa w Chociczy, w województwie wielkopolskim, w powiecie średzkim, w Polsce.

## Ruch pasażerski
| Rok   | Wymiana pasażerska na dobę |
| ----- | -------------------------- |
| 2018. | 700-999                    |
| 2022  | 1 000                      |
| 2023  | 1100                       |

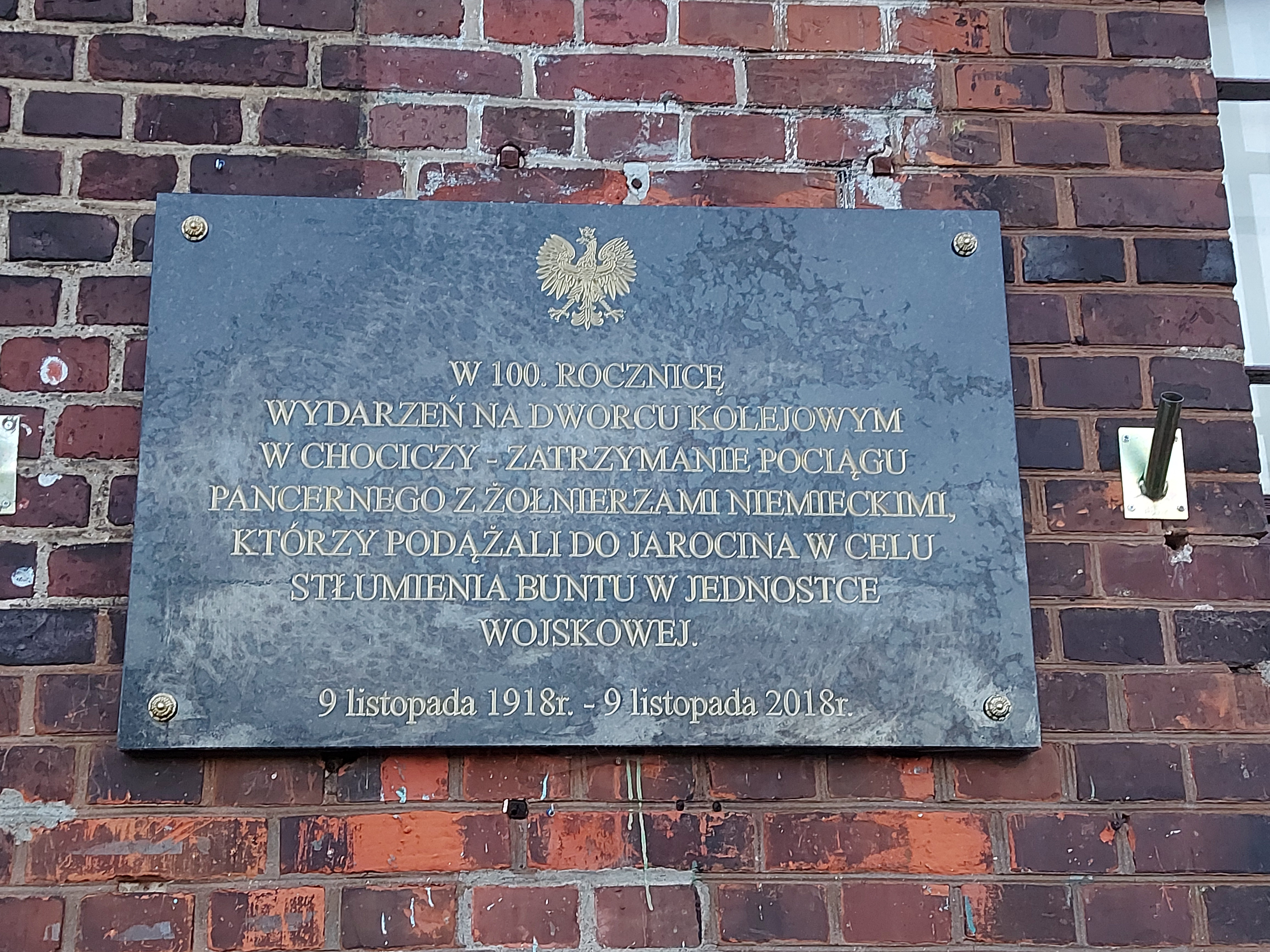
Tablica pamiątkowa na budynku dworca wspominająca zatrzymanie pociągu opancerzonego w 1918 roku

W 2018 r. odsłonięto na stacji tablice pamiątkową w setną rocznicę wydarzeń na dworcu w Chociczy. Tekst na tablicy:

W 100. ROCZNICĘ
WYDARZEŃ NA DWORCU KOLEJOWYM
W CHOCICZY – ZATRZYMANIE POCIĄGU
PANCERNEGO Z ŻOŁNIERZAMI NIEMIECKIMI,
KTÓRZY PODĄŻALI DO JAROCNIA W CELU
STŁUMIENIA BUNTU W JEDNOSTCE
WOJSKOWEJ.
9 listopada 1918r. – 9 listopada 2018r.